# Ludwig Landen
Ludwig Landen   (Colònia, 6 de novembre de 1908 - Colònia, 14 d'octubre de 1985) fou un piragüista alemany que va competir durant la dècada de 1930.
El 1936 va prendre part en els Jocs Olímpics de Berlín on, fent parella amb Paul Wevers, guanyà la medalla d'or en la competició del K-2, 10.000 metres del programa de piragüisme. En el seu palmarès també destaquen un campionat nacional i un Campionat d'Europa en aigües tranquil·les, el 1936.